# Кобелячківський народний музей імені Уляни Олефір
Кобелячківський народний музей імені Уляни Олефір - музей у селі Кобелячок. Відкрито у листопаді 1964 року.
Музейний фонд налічує понад 7000 експонатів, розміщених у експозиції музею, крім того численні артефакти зберігаються у фондах музею та чекають своєї черги.

## Історія
В листопаді 1964 року було відкрито «Музей колгоспу імені Свердлова». Упродовж 40 років музей очолювала Олефір Уляна Семенівна, директор місцевої школи, досвідчений фахівець, ентузіаст музейної справи. Саме вона залучила до роботи по створенню сільського музею учнів, вчителів, жителів села. 
До невеликої кімнати у будинку культури несли різні предмети старовини, цікаві знахідки та речі, фото і документи. Так у музеї почали з'являтися перші експонати. 
Велику підтримку  у своїй діяльності ентузіасти музейної справи знайшли в особі голови місцевого колгоспу Шевченка Василя Михайловича. Ідею створення музею підтримала своїм рішенням і Салівська сільська рада, в підпорядкуванні якої перебувало на той час село Кобелячок. Адже ця справа була новою у масштабах цілого Кременчуцького району.
Для облаштування першої в районі музейної експозиції вирішили передати одну з кімнат новозбудованого сільського клубу. Ця кімната спочатку призначалась для дозвілля сільської молоді, тут планували встановити більярдний стіл, але Уляна Семенівна виявила неабияку наполегливість, навела переконливі аргументи. Врешті-решт вирішили, що доцільніше буде розмістити в цій кімнаті сільський музей. 
Вшановуючи її світлу пам'ять  в 2004 році музею присвоєно ім'я Уляни Олефір. За досягнення високого рівня дослідницької, культурно-освітньої та виховної роботи в 2016 році музею присвоєно звання «Народний».